# Žirje
Žirje (italsky Zuri) je ostrov v Jaderském moři. Je součástí Chorvatska, leží v Šibenicko-kninské župě a je součástí Šibenického souostroví. V roce 2011 žilo na celém ostrově 103 obyvatel, všichni ve stejnojmenné vesnici na severu ostrova. Dopravu na ostrově zajišťuje silnice D128.
Většími sousedními ostrovy jsou Kakan a Kurba Vela, nejbližší obydlený ostrov je Kaprije. Dále se kolem Žirje nacházejí ostrůvky Raparašnjak, Mikavica, Gušteranski, Mažirina, Bakul, Škrovada, Kosmerka, Balkun, Sedlo, Nozdra a Bačvica.